# 霍里什涅 (新羅茲迪爾市鎮)
49°28′43″N 24°11′27″E / 49.47861°N 24.19083°E
霍里什涅（烏克蘭語：Горішнє），是烏克蘭西部利維夫州斯特雷區新罗兹迪尔市镇的村庄。始建於1439年，面積2.14平方公里，海拔高度291米，2001年人口701，人口密度每平方公里327.42人。